# SN 2002ko
SN 2002ko – supernowa typu Ia odkryta 3 listopada 2002 roku w galaktyce A021700-0458. W momencie odkrycia miała maksymalną jasność 23,40m.